# リック・ディアス
リック・ディアス（RICK DIAS）は、「ガンダムシリーズ」に登場する架空の兵器。有人操縦式の人型機動兵器「モビルスーツ（MS）」のひとつ。初出は、1985年に放送されたテレビアニメ『機動戦士Ζガンダム』。
作中の登場勢力のひとつである反地球連邦組織「エゥーゴ」の量産機であり、同組織のスポンサー企業「アナハイム・エレクトロニクス社」（AE社）との共同開発によって製造された。前作『機動戦士ガンダム』に登場した旧ジオン公国軍のドムやリック・ドムに似た太めの機体の装甲や構造材には、軽量・高強度の新素材ガンダリウムγ合金が採用されており、見た目に似合わない高機動性を発揮する。
『Ζガンダム』第1話から登場し、クワトロ・バジーナの偽名でエゥーゴ入りした元ジオン公国軍大佐シャア・アズナブルと、同じく元ジオン兵の部下たちがおもに搭乗する。当初、クワトロ機はジオン時代からのパーソナルカラーである赤、一般機は黒を基調に塗装されているが、ほかのエゥーゴ兵士たちもクワトロにあやかって赤に塗装した結果、こちらの色が標準塗装となる。
本記事では、続編『機動戦士ガンダムΖΖ』やその他外伝作品に登場するバリエーション機、本機をベースとしたディジェおよびそのバリエーション機についても解説する。

## デザイン
メカニックデザインは永野護。永野の描いた"ニューガンダム（仮称。のちのΖガンダム）"のコンセプトデザインのラフ稿を基に、永野自身がデザインを起こした。クリンナップも後述の一部の設定を除いて永野が手掛けている。
科学考証相談役とのミーティングで「現実の戦争を見ても7年ではMSの世界にさほど大きな進歩は見られないだろう」という話が出たことに加え、とりあえずスポンサーを安心させる意味もあり、最初は前作のイメージを踏襲したMSを出そうということになった。そこでまずデザインされたのが、リック・ドムの後継機に当たるリック・ディアスとゲルググの後継機に当たるガルバルディβだった。
本機のデザインは完全にドムのイメージを踏襲している。しかし、前作のMSのイメージを残しつつデザインを新しくするためには骨格から矯正せねばならず、そのためのイメージにとって土台となるよう最初にデザインされた。また、監督の富野由悠季による小説版『機動戦士Ζガンダム』では「ドム・タイプに地球連邦軍のガンダム系の機能をミックスした機体」とされており、その意見も取り入れている。
デザインは提出されたものの周囲の反発は強く、「これはMSじゃないよ」などと言われたが富野の頑張りでなんとかOKは出た。それでもスタッフやスポンサーなど社外の人間たちは納得せず、彼らからの突き上げを経てより強く前作のイメージを継承したガンダムMk-IIやハイザックを出すことになった。
設定画のうち、上方パース設定だけは藤田一己が起こした。その際、藤田は上腕を角断面を想定して描いているが、永野の描いた設定画では楕円をイメージして丸みを帯びている。
脚部はソ連製戦車のT-72に使われていたような鋳造となっており、設定画の脚部のディテールアップ稿では、鋳造の湯口の痕や装甲表面のザラザラとした質感も描き込まれている。また、ハニカム装甲、チョバム装甲、爆発装甲のいずれもが採用されていることが設定画に謳われている。
永野によると、アニメ版とはまったく異なる小説版のデザインがあるという（小説には未掲載）。

## 設定解説
AE社とエゥーゴが共同開発した機体。リニアシートとガンダリウムγ、試作型のムーバブルフレームを採用した初の第2世代MSであり、アナハイム・ガンダムに分類される。
宇宙世紀0085年、エゥーゴから新型MSの開発を依頼されたAE社はメラニー・ヒュー・カーバイン会長の陣頭指揮のもと、本機の開発を開始。開発スタッフには旧ジオン公国系の技術者が多く参加しており、ドムシリーズの最終量産型ドワス（もしくはドワス改）が原型となった。
ガンダムタイプの技術をフィードバックしており、AE社が0083年に開発した「ガンダム試作2号機 サイサリス」は直系の先行機と呼べる機体である。そのため、本機はドムタイプにガンダム系の機能を掛け合わせた機体と言われる。
装甲とフレーム部材にはガンダリウムγを採用。ガンダリウムγの採用から、のちのエゥーゴ指導者ブレックス・フォーラ准将によって「γガンダム（ガンマガンダム）」と命名しようと提案した。しかし、その外観から「ガンダムの名を使うのは、先代のガンダムに申し訳ない」「別のコードネームを使いたい」とするクワトロの希望により、宇宙用の機体を意味する「リック」に喜望峰の発見者バーソロミュー・ディアス（この名には、エゥーゴの活動が折り返し地点に到達したことから、という意味も込められている）の「ディアス」を合わせ、リック・ディアスとした。
ガンダリウムγによる軽量化とブースター・バインダーによるAMBAC機能により、軽快な運動性を示す。当時としては最高水準の小型・高出力ジェネレーターも搭載しており、複数のビーム兵器のドライブも支障なくおこなえる。また、センサーには連邦軍より高性能なものを使用しているため、ミノフスキー粒子の下では連邦軍の機体より遠距離から相手を捕捉できる。
高性能だが量産機としてはコストが高く、大出力の機体特性と操縦性のタイトさはジオン出身のパイロットにこそ好評だったが、連邦出身のパイロットには不評だった。そのため、エゥーゴ主力機の座をよりコストが低いネモに譲っている。
本来の型式番号はMSA-099だが、グリプス戦役開戦までは地球連邦軍の目からエゥーゴの動きを欺くため、RMS-099とされた。

### 機体構造
装甲
クワトロ・バジーナがアクシズからもたらした新素材「ガンダリウムγ」を採用。また、装甲にはチョバム・アーマー、スペースド・アーマー（中空装甲）、リアクティブ・アーマー（爆発反応装甲）など、戦車に使われている装甲がすべて使用されている。機体各部のスラスターは装甲の内側に配置するジオン系列の特徴が見受けられる。
フレーム
エゥーゴが保有していた試作型ムーバブル・フレームをAE社の手で改良を加え、導入した。同時に、本機にはエゥーゴ独自のブロックビルドアップ機構も導入されている。また、本機は装甲のみならずフレーム部にもガンダリウムγを用いる事により軽量化が図られ、ペイロードや運動性も向上している。ただし、本機のムーバブル・フレームはモノコック構造と混合した最初期モデルであり、ガンダムMk-IIのものほどの柔軟性はない。また、フィールドモーターもガンダムMk-IIほどの性能ではなく、後続の百式と比較しても、躯体のレスポンスやエネルギー消費においては劣る。
頭部
メイン・カメラはモノアイをさらに高機能化したもので、機体前面の状況をすべて把握しつつ、広角/魚眼レンズ的な視覚を補正して直視に近い映像として全天周囲モニターに投影する。この方式はシステム小型化が容易なうえに可動部が少ないため、メンテナンス性に優れている。このデバイスもまたアクシズから持ち込まれた技術の1つである。
胴体内に大型のジェネレーターを搭載したため、通常腹部にあるコクピットブロックは首の位置に上部1/3が露出する形で組み込まれ頭部で蓋をする構造になっており、パイロットは頭部左側にあるハッチから搭乗する。緊急時にはコクピットブロックが射出される機能も備わっている。
ブースター・バインダー
通常バックパックが配置される背部には、ブースター・バインダーを2基備える。これは背部に設置されたプロペラント（推進剤）タンク、AMBAC作動肢、スラスターとスタビライザー兼用の装備。ガンダム試作2号機のフレキシブル・バインダーの延長上に位置するものと考えられており、取り外しが効くため、シールドや投擲武器としても使用できる。

### 武装・装備
クレイ・バズーカ
AE/ZIM社製（型式番号：AE/ZIM.C-BAZ-531）。口径300ミリ、装弾数はマガジンに7発+1発（5発説もあり）。
炸薬の高性能化によって威力を落とすことなく弾頭が小型化され、火砲自体の小型化にも成功している。完成度はきわめて高く、MS用バズーカの完成形と呼んでも過言ではないとされる。標準装備の箱型弾倉の装弾数は5発と少ないが、オプションとして8から30発までのさまざまな形式の多弾数弾倉が用意されている。
エゥーゴとしては、ティターンズ以外の連邦軍部隊との戦闘は本意ではなく、さらに初期のエゥーゴでは積極的に敵機を鹵獲することも推奨されていたため、当初は敵機の撃破ではなく内部破壊による可動不良を目的とする粘着榴弾などが多用されている。粘着榴弾はその特性上、命中時には粘土（クレイ）を叩き付けたように見えることから、本武装の名称の由来となっている。
不使用時にはバインダー基部をラッチとして固定され、背部にマウントされる。
ビーム・ピストル
ボウワ社製（型式番号：BP-L-86）。エネルギー・チャージ式とされるが、のちの百式のビーム・ライフルと共通のEパック式であるとする資料もある。装弾数は10発（18発説もあり）。
不使用時は背部の「ライドレーザーラック」に収められる。ラックに搭載した状態でも対後方・対空武装として射撃可能であり、前腕に2本並べてマウントすることもある。
ビーム・ライフル
本来ガルバルディβ用の携行兵器だが、クレイ・バズーカを携行しない場合の標準装備となる。テレビ版『機動戦士Ζガンダム』第15話・第34話、劇場版『機動戦士Ζガンダム A New Translation』にて使用場面が確認される。
ビーム・サーベル
不使用時はライドレーザーラック下部に装着されている。のちの百式やネモも標準装備とする。出力0.4MW。
バルカン・ファランクス
頭部に装備。2連装で、発砲時にはカバーが展開する構造となっている。口径55mm。古代ギリシャのファランクス戦法やそれにあやかった旧世紀の火器に倣って命名された。
トリモチ・ランチャー（多目的ランチャー）
マニピュレーターの指基部に設けられている。トリモチや信号弾、照明弾などを射出できる。漫画『機動戦士Ζガンダム Define』では、他機種と共通したマニピュレーターに手甲を被せ、その手甲にトリモチランチャーを内蔵しているというアレンジが加えられている。
バリュート
バリュートを装備することにより大気圏への突入、サブフライトシステムに搭乗することにより重力下での空中戦もそれぞれ可能となっている。
6連装ミサイル・ポッド
スマートフォンゲームアプリ『機動戦士ガンダム U.C. ENGAGE』のイベント「アムロシャアモード」では後述の通りキリマンジャロ基地攻略戦でアムロがディジェでなく本機に搭乗するが、アニメパートではアウドムラから2度目の出撃時に本兵装（名称は劇中などで語られず便宜的）を左肩上部にマウントしている。直後に遭遇したバイアランに対して全弾発射するもかわされ、ポッドをパージして白兵戦に移行している。

### 劇中での活躍
『Ζ』第1話にクワトロの機体以下3機が登場。クワトロ機のみ赤い塗装でアポリー・ベイ、ロベルトらの機体は黒い塗装だった。グリーンオアシスでの戦闘では迎撃に現れたジムII、ハイザックなどの複数機を相手に、機体の高機動性をもって対等以上に渡り合う。その機体性能は、第5話にて連邦軍（実質ティターンズ）側の技師だったフランクリン・ビダンが深い関心を寄せるほど優秀なものだった。フランクリンはクワトロ機をアーガマから奪取し、アレキサンドリアへ持ち帰ろうとしたところを、流れ弾により撃墜される。映画版ではフランクリンの持ち出した機体は艦砲射撃により撃墜され、小説版ではフランクリンは本機を持ち帰ろうとしたところをレコア・ロンドに射殺される。
ジャブロー降下作戦（テレビ版ではその少し前、ティターンズ艦艇強奪のためのグラナダ襲撃に際して）において、アポリーとロベルトがクワトロ機と同じ赤い塗装に統一された機体に搭乗する。プラモデル『MG RMS-099 リック・ディアス』の取扱説明書によれば、もともとエゥーゴはゲリラ的な活動を行っていたために本機を識別しにくい色にしていたが、ティターンズとの本格的な衝突に際して色を塗り替えたとされている。劇中ではアポリー中尉の「味方に撃たれないため」と語る発言があるほか、ロベルト中尉の「大尉の色は人気がある」と語る発言からも、彼らの間で評判の高い色へと変更されたことが仄めかされた。しかし、雑誌企画『ADVANCE OF Ζ ティターンズの旗のもとに』ではアーガマ隊所属機のカラーリングである設定がなされた。
ケネディ宇宙港でのシャトル防衛戦で、ロベルト機はブラン・ブルタークの駆るアッシマーにより撃墜される。アポリーが宇宙へ帰還してからは、地上に残された機体を引き継ぐ形でアムロ・レイが搭乗する。その後も士官級のパイロットの多くが搭乗し、アーガマの主力、ひいてはエゥーゴの中核を担う名機として活躍する。
『機動戦士ガンダムΖΖ』序盤でもアーガマの格納庫内にネモなどと共に1機存在しているが劇中では稼動していない。
『U.C. ENGAGE』のイベント「アムロシャアモード」では、テレビ版とも劇場版とも異なるストーリー展開でキリマンジャロ攻略戦が描かれており、単身地球に降下したクワトロがディジェに搭乗するためアムロは本機に搭乗し、連携してゲーツ・キャパのバイアランやロザミア・バダムのサイコガンダムに立ち向かう。
漫画『機動戦士ガンダム エコール・デュ・シエル』では、白く塗装されたアスナ・エルマリート機が登場する。強化人間となったティターンズ所属のエリシア・ノクトンのギャプランと交戦し、両機とも撃墜される。
漫画版『機動戦士ガンダムNT』では、宇宙世紀0097年にサイド6コロニー「メーティス」の防衛隊隊長機として配備されている。コール・サインは「R-1（ロメオ・ワン）」。高齢のパイロットは「大尉」と呼ばれるが、みずから「中立国家の防衛能力」と述べており、対する「袖付き」のビアギッテ・クヌッセンも「連邦軍以外との戦闘……」と独白しており、連邦軍所属ではないことがうかがえる（ほかの防衛隊所属機も、ハイザックやΖプラスといったグリプス戦役期の機体）。コロニー内で戦闘をおこない市街地にも被害を与えるゾルタン・アッカネンのシナンジュ・スタインに対しハイザック2機を従えて反撃するが、至近距離からバルカン砲の砲撃を頭部から胸部にかけて浴びせられパイロットは戦死、機体は墜落する。
漫画『機動戦士ガンダムF90 ファステストフォーミュラ』では、0116年にサイド1コロニー「バーラト」で暴動を起こしたエゥーゴOBのMSとして、メタスとともに3機が登場。コロニー内で特殊部隊「ファステストフォーミュラ」のカナタ・サワメのガンダムF90 2号機に殲滅される。
アニメ『Gのレコンギスタ』第2話では、キャピタル・ガード養成学校の学術研究ライブラリー内にて「前世紀のクラシック・コレクション」として、カプールやゴッグ、ジェガンなど、他のMSとともに展示されている。

### 設定の変遷
当初は、装甲材にガンダリウムγを使用してはいるものの、機体構造にムーバブル・フレームを採用していないという設定だった。しかし、のちに第2世代MSの条件が「装甲およびフレームの材質がガンダリウムγ」「全天周モニターとリニアシートを装備」「ムーバブル・フレームを採用」と変更されたため、完成度はガンダムMk-IIに採用されているものに及ばないながら、AE社が独自に開発した最初期のムーバブル・フレームが採用されているという設定に改められた（ただし、ガンダリウム合金ではないガンダムMk-IIと同様に完全な第2世代MSとは言いがたい過渡期のMSであり、第1.5世代MSとも呼ばれる）。なお、機体の性格上シールドは不要と言われているが、永野自身が描いた『月刊ニュータイプ』1994年1月号掲載のイラストでは、丸い小型のシールドを本機小隊が掲げて進軍する姿が描かれている。
ティターンズが同時期に開発したガンダムMk-IIと比較されることも多い。ガンダムMk-IIがオフェンス面（攻撃力）で優れているのに対し、リック・ディアスはディフェンス面（防御力）に優れており、両者の性能は伯仲している。小説版『Ζ』第1巻では、ガンダムMK-IIはリック・ディアスよりもスラスターのパワーが勝り、総合的なキルレシオは両者ほぼ互角、という旨のくだりがある。
アムロ・レイとシャア・アズナブルが共通して搭乗する唯一のMSであり、漫画『機動戦士Ζガンダム デイアフタートゥモロー ―カイ・シデンのレポートより―』では、「ジオンの忘れ形見であるキャスバル・レム・ダイクンが設計に携わり、連邦のエースパイロットであったアムロ・レイが搭乗した」ということで、その点に注目したジオン残党も存在したとしている。

## 試作機・バリエーション

### プロトタイプ・リック・ディアス
メカニックデザイン企画『M-MSV』に登場。初出は『SD CLUB』第8号。「プロトタイプリックディアス」と中黒なしで表記されることが多い（初出含む）。
リック・ディアスの試作機。エゥーゴからの「高性能量産型」という要求から開発されるが、時間とコストの節減から基本構造にAE社で製造している連邦系MSと共通のムーバブルフレームを流用したことで、搭載可能なジェネレーターが限られ、出力不足の問題が生じる。これを解消するため、装甲材にガンダリウムγが採用されることが決定し、本機には「γガンダム」のコードネームが付与される。しかし、ジオン系の技術者が中心となって開発されたため、重MSであるドムに近いシルエットとなっている。
機動性および格闘戦性能を重視しており、サブ・モノアイや、着脱してシールドとしても使用可能なバインダー・スラスターを側面に装備した大型バックパックが採用されている。ビーム・サーベルも、大型で高出力のものを採用しているが、これらは量産型では変更されている。携行武装として、量産型同様クレイ・バズーカとビーム・ピストルが用意されているが、前者は量産型のものと形状が異なる。塗装は濃淡ブラウンを基調に、一部ライト・ブルーとオレンジで塗り分けられている。なお、コックピットの位置は明言されていない。
デザインは大河原邦男。
劇中での活躍
『SD CLUB』第12号掲載の短編小説「モビルスーツコレクション・ノベルズAct.5 宿敵の幻影」では、上記の開発経緯のほか、シミュレーションでクワトロが搭乗し、最後にガンダムと対戦し勝利する。
漫画『機動戦士Ζガンダム Define』第4巻掲載の番外編「Struct EX01」では、アクシズからAE社へ移籍したスミレ・ホンゴウが開発責任者およびテスト・パイロットを務めており、機体の強度不足（材質は「超硬スチル合金セラミック複合材」とされる）からガンダリウムγの採用を要請、もともとアクシズのシャアからもたらされた技術であるため許可され、量産型に採用される経緯が描かれる。

#### リック・ディアス改
雑誌『ガンダムマガジン』No.2掲載の岩田和久の漫画『機動戦士Ζガンダム 宇宙を越える者』に登場。なお、本機より先に設定されたリック・ディアスIIにも「リック・ディアス改」という名称が使用されていたことがあるが（後述）、本機とは関連が無い。
プロトタイプ・リック・ディアスをベースとしているが、大きく外観が異なるのは頭部で、量産型の頭部に頭頂部カメラとV字アンテナが追加され、バルカン・ファランクスも内装している。また、作中では本機とプロトタイプ・リック・ディアスが並んでいる描写がある。
宇宙世紀0087年のグリプス襲撃前に大気圏突入テストをおこなう。ガンダムMk-IIのフライングアーマーに似たブースターを装備し、パイロットはアポリーの予定であったが、直前にクワトロがアポリーを襲い、替わって搭乗する。運用テスト中のプロトタイプガンダムMk-II（外観は通常型と同じ）と遭遇し撃破されるが、頭部の球形コックピット・カプセルによって大気圏突入を成功させる。これにより、ガンダリウムγの剛性が実証されたという。

### シュツルム・ディアス
テレビアニメ『機動戦士ガンダムΖΖ』に登場。
リック・ディアスの突撃型あるいは火力強化型。背部のランダム・バインダーを、大型のグライ・バインダーに換装し、火力と推力を強化している。ほかに膝部と腰部背面装甲が原型機と異なり、隊長機は頭部バルカン・ファランクスのカバーが前面に張り出している。
グライ・バインダーは、出力4.2メガワットのビーム・カノンとベクタード・スラスター、プロペラント・タンクからなる。これによる最高速度は、原型機の1.5-2.5倍といわれる。AMBAC肢としても機能するが、近接戦闘ではデッド・ウェイトとなることが多い。携行武装はリック・ディアスのもののほか、ネーベ・ランチャーと呼ばれる多発式ロケット砲の標準装備も予定されていた。
当初の型式番号はRMS-099RSで、クワトロ・バジーナの専用機として計画されているが、彼が百式に乗り換えたため実現していない。その後、リック・ディアス隊の中から選抜されたエリート・パイロット・チームに配備される予定だったが、第一次ネオ・ジオン抗争の際にサイド3の「隠れジオン派」によって奪取されたとも、政治的取引によってエゥーゴからネオ・ジオンに譲渡されたとも、エゥーゴの元ジオン系軍人が寝返った際にネオ・ジオンに持ち込んだともいわれる。ほかに、数機がカラバのエース・パイロットの手に渡ったとする説もある。
劇中での活躍
第38話に登場。エンドラIIに合流した「隠れジオン派」のサトウを隊長とする「ディアス隊」の9機が出撃、サトウ機はネェル・アーガマのブリッジに肉薄するが、マシュマー・セロの密命を受けたイリア・パゾムのリゲルグによって撃破される。ほかに少なくとも4機がガンダム・チームに撃破されている。第44話では、マシュマーのザクIII改やリゲルグとともに2機（いずれも頭部は隊長機仕様）がコア3のハマーン・カーンが滞在する建物の前に立っているが、マシュマーたちが出撃したあとの去就は不明。
小説版『機動戦士ガンダムΖΖ』では、エゥーゴとカラバで運用され、アムロ・レイが搭乗。ジュドー・アーシタらガンダム・チームと共闘し、プルツーが搭乗するサイコガンダムMk-IIを撃破する。
漫画『機動戦士ガンダム ピューリッツァー』では、カラバ内でアムロ・レイの動向が重要機密となり、影武者まで用意されたと語るベルトーチカ・イルマの回想の中に、Ζガンダム3号機やハーフゼータらとともに登場している。
ゲーム『機動戦士ガンダム ギレンの野望 アクシズの脅威』では、グレミー・トト軍の制式カラーである灰色に塗装されたシュツルム・ディアス（グレミー軍仕様）が登場する。
漫画『機動戦士ガンダム MSV-R ジョニー・ライデンの帰還』では宇宙世紀0090年にダントン・ハイレッグが搭乗し、シャア専用ディジェの援護をおこなう。
『機動戦士ガンダムUC』の後日譚を描いた脚本「獅子の帰還」では、ジオン共和国軍沿岸警備隊の隊長機として登場する。コール・サインは「ウィンド・ワン」。
デザイン
オリジナルのデザインは永野護。月刊「モデルグラフィックス」で永野自身による1/144のプラモデルを改造した作例と、各部の改造点を記した画稿という形で初公開された。その際の型式番号は「RMS-099RS」。
本来はエゥーゴのクワトロ専用機としてデザインされた機体で、永野のテキストでは「シャア専用突撃型」と記載されている。しかし、テレビ版『機動戦士Ζガンダム』制作時にはデザイン画の提出が行われず、永野の弁によると「忘れた」とのこと。
『機動戦士ガンダムΖΖ』での登場に際して明貴美加によるクリンナップで全身稿が描かれ、第38話においてネオ・ジオンの機体として登場する。既売のプラモデルに新規パーツを追加し、新メカとして劇中に登場させることを目的としたバンダイ主導のデザインコンペの際、モデルグラフィックスから提出された案の中に永野の作例時の設定をベースとした、エゥーゴのベテランパイロット専用機という設定が存在していたが、同作ではモノアイの機体はジオン、と視聴者に分かりやすいMSの配置が行なわれたため、敵役となった。
プラモデル
2004年12月発売のMGシリーズ『RMS-099 リック・ディアス（クワトロ・バジーナカラー）』にはシュツルム・ディアスをイメージさせる追加パーツが付属している。そのパーツを装着したリック・ディアスは若干跳ね上がったカメラアイのひさし（バルカン・ファランクスのカバー前部）や従来より長い膝部のパーツ、追加されたバーニアを持つ姿となる。
2009年4月にHGUCシリーズとして初インジェクションキット化された。商品は劇中で複数の勢力によって運用された設定を反映し、ネオ・ジオン、エゥーゴ、カラバ、連邦軍のマーキングシールが付属する。

### リック・ディアス［シュトゥッツァー］
雑誌企画『ADVANCE OF Ζ ティターンズの旗のもとに』に登場。
ガブリエル・ゾラ用に試作された増加装備を装着した機体。ゾラがエゥーゴに参加する前に使用していたリック・ドム［シュトゥッツァー］を参考に設計・開発された。開発当初は装備追加による重量増で機動性に難を抱えていた［シュトゥッツァー］系MS共通の弱点を解決できずにいたが、のちに追加されたロング・シールドブースターを併用することにより機動性を強化・向上させることに成功し、さらに巡航形態にすることも可能になった。ただし、リック・ディアス本体に可変機構はないため、［シュトゥッツァー］ユニットのバインダーを左右に展開し、ロング・シールドブースターを背中に装着させる。
リック・ディアス［ガンダムヘッド］
ツインアイとアゴがあるガンダムタイプを連想させる頭部バリエーションもあるが、元ジオン軍であるゾラはこれの使用を拒み、ワイヤーカッターを追加しただけの通常型頭部のみを使用し続ける。腹部にウインチユニット、背中にウイングバインダーを2基装備し、その中にミサイルが充填されている。
最終決戦仕様
最終決戦時には、ロング・シールドブースターを3基接続して推力・攻撃力・防御力をさらに向上させているが、いびつな性能の水増しによって極めてバランスの悪い機体となり、［シュトゥッツァー］のあつかいに長けたベテラン・パイロットであるゾラでなければ、機体のポテンシャルを引き出すのは難しかった。武装プランの一例として、メガ・バズーカ・ランチャーの装備も考案されていた。

### リック・ディアス［デルフォイ所属機］
雑誌企画『ADVANCE OF Ζ 刻に抗いし者』に登場（型式番号：RMS-099 または MSA-099）。
推力強化のため、腕部にバインダーを追加している。ルシアン・ベント機とソウイチ・オビノ機の2機が存在する。
カラーリングはガンダム［ケストレル］と同様の白と青になっている。
デザイン
『刻に抗いし者』の著者・神野淳一が提示した文字設定を元に、モデラーのGASが製作した模型作例がそのまま正式デザインとなっている。機体本体にスラスターやバーニアを追加したり、バインダーをシールドに見えるようなデザインアレンジを行なっている。

### カノーネ・ディアス
KANONE-DIAS
漫画版『機動戦士Ζガンダム』（近藤和久作画）に登場（型式番号：RMS-99）。
ペイロードの大きいリック・ディアスの中距離支援仕様。背部バックパックをキャノン砲付きのものに換装している。作中ではアポリーが搭乗するが、登場はわずか3コマのみとなっている。
背部バックパックの換装に伴い、ビーム・ピストルおよびウエポン・ラックが廃止されている。バインダーについては作中ではなく、巻末の説明では付いている。キャノン砲は大口径短砲身が2門。ガンキャノンのキャノン砲に似ているが、作中ではビーム砲らしき描写がされている。

### リック・ディアスS
ゲーム『GGENERATION GATHER BEAT2』シリーズに登場。Dディフェンサーとの連携運用を前提に開発された試作機。
Dディフェンサー装備のため、マウントラッチの増設などがおこなわれている。単体の性能においても、通常のリック・ディアスを上回る。武装は基本的にベース機から変更されていないが、クレイ・バズーカの代わりに長射程のロングレンジ・バズーカを装備する。外観上の差としては、頭部カバーの形状が異なる。
Dディフェンサー
Gディフェンサーと酷似した名称だが、単独での運用機能は持たされておらず、あくまで強化型バックパックという位置づけである（型式番号：FXA-04）。

#### スーパーディアス
リック・ディアスSとDディフェンサーの合体形態。
スーパーディアスはスーパーガンダムと同様のシステムで運用され、ガンダムMk-IIとGディフェンサーと同様に背面で接合される、Dディフェンサー (D-DEFENSER) と呼称される強化型バックパックを装備できるようになっている。Dディフェンサーを装備した状態ではDディフェンサー組み込み式の2丁のマシンガンを使用する。
Ζ計画の副産物として開発された機体である。難航する可変MSの開発に対して、万一可変機の開発が挫折した場合の保険として、可変機構を持たずとも可変機並の高機動性を確保すべく、開発が進められた。Dディフェンサーを装備した状態であれば、可変機並の機動性を発揮することが可能である。
劇中での活躍
漫画『機動戦士ガンダムΖΖ外伝 ジオンの幻陽』にてエゥーゴの新型MSとして登場。ロングレンジ・バズーカによる狙撃任務に運用され、サイド7から脱出するティターンズ残党の宇宙艇や随伴するハイザックを狙撃する。

### リック・ディアスII
メカニックデザイン企画『Ζ-MSV』で設定された。デザインは藤田一己。
デザインの初出は『B-CLUB』第7号で、この時の名称は「リック・ディアス改」であったが、その後『B-CLUB』第22号の企画「MS大発展史」に掲載された際「リック・ディアスII」に名称が改められた。『B-CLUB』第7号に掲載された小林とおるによる作例では、小林の遊び心によりガンダム・タイプの頭部（永野護によるΖΖガンダム初期デザインを藤田がクリーンアップしたもの）に交換が可能となっていた。2連装メガ・ビーム・ガンは藤田によるデザインの設定がされておらず、『B-CLUB』の作例で小林がデザインしたものと、ゲーム『機動戦士ガンダム ギレンの野望 アクシズの脅威V』でΖΖガンダムのダブル・ビーム・ライフルに近い形状にアレンジされたものが存在する。
AE社が、グリプス戦役におけるMSの性能向上に対応してリック・ディアスを改良した機体。同機はコックピットが頭部にあるため、ジェネレーター系統の強化が容易であったとされる。ベースとなったリック・ディアスでは連邦軍の目を欺くためにRMSの型式番号を使用していたが、本機では偽装の必要が無くなったため「MSA-099-2」として開発されている。改良型ブースター・バインダーにはスラスター8基を搭載し、機体各所も大幅に改良されている。専用火器の2連装メガ・ビーム・ガンは、後にΖΖガンダムが携行するダブル・ビーム・ライフルの試作型で、出力は4.8MWである。試作機が1機完成したのみで、実戦投入はされていない。
漫画『機動戦士ガンダムF90 ファステストフォーミュラ』では、宇宙世紀0116年に「ヌーベルエグム」を名乗る過激派が少なくとも3機を運用、月のイプシロン市を占拠している。

### レッテン・ディアス
雑誌「ゲームぎゃざ」の読者参加型ゲーム『機動戦士ガンダム G-STRATEGY』に登場（型式番号：RMS-099NT）。
リック・ディアスをベースとするニュータイプ専用量産型MS。サイコミュは簡易型の準サイコミュにも換装可能で、非ニュータイプ兵の搭乗も可能。
固定装備として腕部有線式ビーム砲、バックパックにはインコムが搭載されている。頭部はシュツルム・ディアスに似たひさしのついたタイプ。コックピットハッチのある位置にバルカンポッドのようなモジュールがあるが、コックピット位置などディアスタイプと共通か不明。腕部有線式ビーム砲はゲーマルクに酷似した指で、武装保持には困難があったと推測される。
バックパックはΖΖガンダムのような大型のタイプ。ビーム・ピストルは撤去されている。

## ディジェ
テレビ版『機動戦士Ζガンダム』に登場。反地球連邦組織「カラバ」のメカニック・チームが独自に開発した機体。
当時のカラバの工業力を総動員し、またエゥーゴによる技術提供も受けて完成させている。ルオ商会やAE社キャリフォルニア・ベース支部の協力もあったとされる。ジャブロー降下作戦で地球に降り、ガルダ級輸送機「アウドムラ」に残されたリック・ディアスを設計のベースとしているが、のちにアムロ・レイが搭乗する試作1号機は同機のムーバブルフレームを用い、ネモのアビオニクスなども流用することで短期間での開発に成功している。設計は旧ジオン系の技術者が担当しており、そのためか外観はゲルググに類似している。機体本体は地上での運用に対応した設計になっており、ジェネレーターは地上用に調整され、機体の軽量化や冷却機能の強化が施されている。総合的にも、ネモを上回るスペックを達成している。
実質的にアムロ専用のカスタムメイド機であり、一般兵が乗りこなすのは難しいとされるが、わずかな仕様変更をおこない追加生産された機体が熟練パイロットに配備されている。アムロ機のカラーリングはライト・グリーンとダーク・ブルーを基調とし、一部が赤と黄色に塗り分けられている。
機体構造
頭部
リック・ディアスと同様にコックピットは頭部にあるが、ユニット全体が旋回可能となっている。モノアイもリック・ディアスと同型であるが、部品調達が不能となった際の予備として、ツイン・アイ用のソケットも装備されている。
放熱板 / 放熱フィン
背部の特徴的な2枚の大型の放熱板は、ブーメラン型のスローイング・バスターとして使用可能ともいわれる。
脚部
脚部にはベクタード・ノズル型のジェット・スラスターが採用され、ホバー走行が可能となっており、優れた機動性と運動性を両立している。
アンテナ
可変MSやド・ダイ改などのSFSとの連携を想定して、頭頂部に通信用アンテナ（ブレード・アンテナ）や、放熱板上部先端にレーダー・レシーバー（ロッド型マルチ・センサー）が装備されているが、ブレード・アンテナを装備していない機体もある。
武装
バルカン砲
連邦系MSの標準装備で、頭部に2門装備。口径は60ミリ。給弾はチューブを介してランドセルからおこなわれる。
ビーム・ライフル
百式のものと同型で、更新用の生産品をそのまま流用している。
『機動戦士ガンダムNT』では、銃身の延長、バーチカルグリップやマウントラッチの追加、ジェガンやリゼルと共通規格のEパックの採用などが行われた改良版を使用する。
クレイ・バズーカ
百式やリック・ディアスのものと同型。
ビーム・ナギナタ
ゲルググのものと同様、柄の両端からビーム刃を生成するツイン・ビーム・エミッターを内蔵。片側のみで稼働する場合は、より太いビーム刃を形成できる。
シールド/ウェポン・ラック
右肩には曲面を帯びたシールドを装備し、「ラウンド・シールド」とも呼ばれる。左肩に装備されるウェポン・ラックはメガ・バズーカ用ともいわれるが、開発の最終段階からテスト・パイロットとして参画したアムロが、各種兵装などのテスト運用を前提として提案したとされる資料が存在するといわれる。
スナイパー・ライフル
漫画版『NT』にてヨナ機が装備。
劇中での活躍
第35話でのキリマンジャロ襲撃戦において、ティターンズのキリマンジャロ基地付近に降下したカミーユ・ビダンのΖガンダムとクワトロの百式を出迎えるようにド・ダイ改に乗り登場。サイコガンダムを中心としたティターンズの防衛隊と交戦する。続く第36話では、吹雪のキリマンジャロ基地構内でサイコガンダムと対峙するΖガンダムを援護し、サイコガンダムに搭乗したフォウ・ムラサメの最期を見届ける。
第37話ではダカール演説のため、クワトロをダカールの連邦議会に送り届ける。ダカール演説成功後の第38話では、宇宙へと戻るカミーユとクワトロを守り奮戦、メロゥドとジェリド・メサのバイアランを撃退する。
小説版『機動戦士Ζガンダム』第3巻にはクワトロがディジェに搭乗するシーンがあり、キリマンジャロ攻略戦に参加しようとする。しかしアポリーが搭乗する百式が宇宙から降下したため、クワトロはディジェを降りてアポリーと機体を交換する。この時のアムロはリック・ディアスに搭乗しているが、続く第4巻ではアムロはディジェに搭乗しているように描かれている。
劇場版『機動戦士Ζガンダム A New Translation』にディジェの登場はないが、劇場版の時系列で描かれた漫画『機動戦士Ζガンダム デイアフタートゥモロー ―カイ・シデンのレポートより―』では本機が登場する。一年戦争後の幽閉生活から解放されたニュータイプ、アムロ・レイ復活の象徴にしようとするハヤト・コバヤシの考えで、本機はガンダムタイプの外観になるよう技術者に依頼されるが、反ティターンズの同志でもあるジオン残党への配慮からジオン系の外観となったとされる。これは急な変更であったため、モノアイの裏側にツイン・アイ用ソケットが残されている（食玩『FW GUNDAM CONVERGE 18 ディジェ』やプラモデル『RE/100 ディジェ』および『HGUC ディジェ』ではツイン・アイ用ソケットが再現されている）など、直前までガンダムタイプとして開発していた名残があり、後でガンダムタイプに戻すことも可能とされている。なお、本作では本機の外観はアムロの意見によってSFS搭乗時の空力特性が優先し、リック・ディアスにもガンダムにも似ていない曲線的なデザインになったとされる。
スマートフォンゲームアプリ『機動戦士ガンダム U.C. ENGAGE』のイベント「アムロシャアモード」では、テレビ版とも劇場版とも異なるストーリー展開でキリマンジャロ攻略戦が描かれており、単身地球に降下しカラバと合流したクワトロが搭乗する（アムロはリック・ディアスに搭乗）。また、出撃前のAE社のティナとクワトロとの会話で、本来はツイン・アイとなる予定やジオン系の外観となった経緯が、上記『デイアフタートゥモロー』を踏襲して語られている。
漫画『機動戦士Ζガンダム Define』にはディジェは登場せず、アムロは零式に搭乗している。
漫画『ギレン暗殺計画』では、カラバに参加したフィーリウス・ストリームら元ギレン親衛隊員3名が本機に搭乗していることを示唆する描写があり、3機（うち1機は右肩のみ）が1カットのみ登場する。
劇場アニメーション『機動戦士ガンダムNT』では、宇宙世紀0097年にルオ商会がビーム・ライフルを最新型に変更し、戦力として運用している。私設軍隊として雇われた傭兵たちや主人公のヨナ・バシュタが搭乗し、護送されるマーサ・ビスト・カーバインを襲撃するために使用される。カラーリングはアムロ機に近いが、ライト・グリーンがグレーに置き換わっている。また、隊長機は左肩にロト兵員輸送タイプに装備されたものと同等の機能を有するサーチライトを装備している。
デザイン
メカニックデザインは藤田一己。藤田は、この機体がアムロの乗機として登場することを知らされずにデザインしたといわれる。設定画には「機体ごとに通信アンテナの有無がある」との藤田による但し書きがある。
備考
地上用に特化された機体とされるが、宇宙での運用は特に否定されていない。書籍『ニュータイプ100%コレクション 機動戦士Ζガンダム メカニック編2』では、宇宙に上がったアムロをイメージしたイラストに本機が描かれたほか（ジムII用のビーム・ライフルを携行）、後年の外伝作品でも宇宙用に改修された機体が登場する（後述）。

### チャイカ
月刊誌『コミックボンボン』で連載された近藤和久の漫画『機動戦士Ζガンダム』に登場（型式番号：MS-110）。
アクシズの量産機。デザインはディジェのものを多少変更したもので、アニメ版のガザCに相当する機体。初登場時はハマーン・カーンが操縦する（本作にディジェは登場せず、ガザCもイラストで描かれているのみである）。武器はガザ系同様のナックルバスター。
ディジェのデザイン段階での経緯に沿う形で、近藤がディジェとして受け取った設定画を独自に設定変更して登場させた。番組終了後、近藤は藤田に「やっぱりディジェはジオン系だよね」と言われ、喜ばれたという。

### ディジェ（S型）
スマートフォンゲームアプリ『機動戦士ガンダム U.C. ENGAGE』に登場するディジェ・アサルトパッケージの設定に登場。
ディジェの強化型で、肩や脚部などが改修されている。両肩にシールドが装備され（形状は若干異なる）、脹脛後部に推進器が増設されている。

#### ディジェ・アサルトパッケージ
『機動戦士ガンダム U.C. ENGAGE』に登場（型式番号：MSK-008S/A）。メカニックデザインは植田大貴。
僚機との連携を前提として、爆撃支援機として運用する装備プランに基づき、エース・パイロット向けに少数生産された機体が改修される。S型の各部（胸部左右、両肩部前後、両膝部）にFSWS計画からのフィードバックによる、ミサイル・ポッドが内蔵された増加装甲を装着、運用目的に適した制圧能力をもつ。各ミサイル・ポッドは発射後にパージすることでデッドウェイトを排し、戦闘継続の支障にならないよう設計されている。

### ディジェ（SR型）
模型誌『ホビージャパン』の連載企画「MS IN ACTION ジオンの星」第3回に登場。型式番号にサブタイプとして追加があるが、名称は「ディジェ」のままである。
各部装甲の削減により、原型機より運動性能は30パーセント向上している。原型機では右肩のみであったアーマーを両肩に装備、バックパックとソールはΖΖガンダムのものに似ており、前者にはプロペラントタンクを2基装備。専用のビーム・ライフルと、ネモと同型のシールドを携行する。スペック表にバルカン砲が記載されているが、外観から頭部には確認できない。
一年戦争時に地球連邦軍に所属しMS27機の撃墜を記録した、カラバきってのエース・パイロットであるクレイマン・アパルト大尉が搭乗する。キリマンジャロ基地攻略戦に参加した翌日、ダカール北部での連邦軍特殊部隊「ドラグゥン13」との交戦で撃破される。

### ディジェSE-R
1987年発行の雑誌『B-CLUB』第22号が初出で、同誌のムック『B-CLUB SPECIAL15 機動戦士ガンダム MS大全集』で量産型百式改とともに『Ζ-MSV』の機体として分類された。
ディジェをベースに開発され、基本フレームは原型機の影響を感じさせるものの、様々な革新的機能が搭載されており、原型機とは別物ともいえる超高性能機となっている。
漫画『機動戦士ゼータガンダム1/2』では、グリプス戦役後期のアムロ・レイの乗機について論じる場面で、ディジェ、Ζガンダムと並んで、本機の姿も描かれている。
ゲーム『スーパーロボット大戦』『Gジェネレーション』『ギレンの野望』シリーズにたびたび登場するが、タイトルごとに武装も異なり、百式やディジェと同じような装備のほか、ハイメガ粒子砲を装備している例もあった。機体性能も高めである以外に特に傾向はなく、宇宙での運用もできる場合が多いが、『ギレンの野望』では地上用である。
テレビシリーズのガンダムからパラレルワールドとして展開された、『ホビージャパン』の連載企画「TYRANT SWORD Of NEOFALIA」では「SEシステム」という革新的技術が登場し、これを搭載している機動兵器群はソードと呼ばれ、従来兵器を超越した性能をもつ。『ギレンの野望 アクシズの脅威V』の「メカニック図鑑」では、同システムの本機への搭載が明言されているが、ゲーム中の性能はMSとして特筆したものはない。ゲーム『機動戦士ガンダム バトルオペレーション2』では、噴射口の形状などから、SEシステムとは画期的な推進システムではないかと推測している。ゲーム中ではその通りに、群を抜いたスラスター容量及びスラスター関連の特殊スキルを持つ。

### シャア専用ディジェ
宇宙世紀0090年を舞台とする漫画『機動戦士ガンダム MSV-R ジョニー・ライデンの帰還』に登場。「ディジェ（シャア・アズナブル機）」または「ディジェ改修機」とも呼ばれる。
宇宙世紀0090年に、シャアが指導者となって間もないネオ・ジオン軍に譲渡され、サイコフレームの初期テスト用に改修された機体。アルレットはこの機体を「貧しいネオ・ジオンを憐んで寄付されたMSに、あり合わせの部品をくっつけて、テストに必要な性能をなんとか満たした機体」とシャアに語っている。アームレイカー式に換装されたコックピットのシート下部に、開発されたばかりの新型サイコミュ・フレーム（のちのサイコフレーム）が敷き詰められており、そのバックアップとしてバイオセンサーも装備されている。モードを切り替える事で、サイコミュシステムが発動する。赤系統のカラーリングに塗装し直した上でスラスターの追加など宇宙用の改修が施されており、バックパックの放熱フィンは外されシュツルム・ディアス用のグライバインダーを増設、腕部はディジェの肩にリック・ディアス系統の二の腕にギラ・ドーガと同型の前腕という構成となっている。武装はギラ・ドーガと同型のビーム・ライフルを携行し、背面にピーム・ピストルを2基装備。肩のラウンド・シールドやウェポン・ラックは取り外され、代わりにシュツルム・ファウストを装備したギラ・ドーガ用のシールドを両腕に装着している。
サイコミュシステムを発動させた状態での反応性、追従性、機動性は高く、対戦してたジョニー（レッド）、キマイラ隊、ヴァースキ大尉らを単騎で圧倒した。ただし、その機動性に機体本体が耐えられず、半壊することになった。

#### ディジェ・トラバーシア
漫画『機動戦士ガンダム MSV-R ジョニー・ライデンの帰還』に登場。
エンジニアのアルレット・アルマージュらシャア専属のエンジニアチームが、次世代のシャア専用機の基礎データを取得するために短期間で急造した攻撃型MS。新型サイコミュ・フレームを新たな機体に搭載して再調整する時間を短縮するため、先の戦闘で半壊したシャア専用ディジェをベースにしており、これを中心にネオ・ジオンに協力する企業や個人から寄贈された物資で機体を修復する形で構成されている。本機の最重要な運用目的として、新型ファンネルの運用テストが挙げられている。最低限の兵装システムとして完成したことから、ベース機と異なり型式番号と固有名称が与えられており、名付け親はアルレットである。
中核の基本構成はディジェの母体であるリック・ディアスから変更はないが、熱核反応炉はのちにヤクト・ドーガに採用される、当時のネオ・ジオンが取得している中では最高出力のものを搭載している。また本機は短期間の運用を想定しているため、パワー・ドライブ・モードでの出力曲線はやや保安限度を無視した設定がされており、一般のパイロットでは扱いづらい機体となっている。ただし、巡航時は従来の仕様に準ずる。
先の戦闘でサイコミュシステムの使用によって損壊した四肢には当時最新の試作機用のスペア・パーツに換装されているが、外観はヤクト・ドーガと同型である（ファンネル・ポート・シールドも装備）。また、破壊されていない頭部が換装されているのは、本機の開発時にAE社より寄贈された開発経緯不明の頭部パーツが、異常なほどのセンサー有効半径をもつことにアルレットが狂喜したためといわれており、その外観はディジェSE-Rに近く、額にのちのサザビーのような1対の角飾りが付いている。またこれにともない、コックピット・ハッチは左側頭部から頭頂部に変更されている。武装は開発目標であるシャア専用機の想定火力に少しでも近付けるため、調達し得る高出力のものが用意されるが、これはのちのギラ・ドーガ（小隊長機）のビーム・マシンガンと同型である。シールドは後のヤクト・ドーガと同型のメガ粒子砲内蔵シールドを装備する。カラーリングはシャア専用ディジェと同様の濃淡の赤を基調に、一部が金色で塗り分けられている。

### アムロ・レイ専用ディジェ
アクションフィギュア『ROBOT魂 (Ka signature)』で設定され、プレミアムバンダイ限定で商品化された。メカニックデザインはカトキハジメ。後述のリック・ディジェが宇宙戦用であることから、地上用としてのアムロ専用機があってもいいのではと企画された。
背部にリック・ディアスのブースター・バインダーと、小型化された改良型放熱フィンを装備した高機動戦型の機体。頭部はツイン・カメラアイのΖガンダム系フェイスで、カラーリングはアムロが搭乗したΖプラスA1型と同じ赤系とオフ・ホワイトを基調としたデモンストレーション・カラーとなっている。
商品には、通常型と同型の頭部と放熱フィンも付属する。

### リック・ディジェ
宇宙世紀0092年を舞台とする漫画『機動戦士ムーンガンダム』に登場。メカニックデザインは形部一平。
地球連邦軍外郭部隊「ロンド・ベル」への編入当初におけるアムロ・レイの搭乗機。後年の第二次ネオ・ジオン抗争で主力機となるジェガンはまだ配備前であり、それ以前の主力機ジムIIIではアムロの技量を発揮できないというロンド・ベル司令部の判断のもと、用意された。しかし、アムロを危険視する連邦内での意見から最新鋭のガンダムタイプの提供は見送られ、彼のカラバ時代の乗機であるディジェを改修する案が採用された。伝説的エースであるアムロの存在を印象付けるため、彼がカラバの第18TFAS所属時に搭乗したΖプラスA1型（テスト仕様）を踏襲した朱色とグレーのツートンに塗られている。
おもに宇宙戦に適応した改修がなされており、リック・ディアスのものを発展させた背部バインダーや各部スラスターの換装、放熱フィンの材質変更などがおこなわれている。コックピットの構造も変更され、側頭部への乗降方式から、頭部を後ろにずらして胸部上面のハッチを開ける方式となっている。
武装は改修前とほぼ同様のものに加え、裏面にグレネードを4発懸架可能な左肩シールド、グリプス戦役時代の対艦用高出力ビーム砲であるハイパー・メガ・ランチャーを装備する。なお、コックピットの構造変更に伴い、後頭部にはバルカン用の大型弾倉が取り付けられている。
ルオ商会所属機はダークグレーを基調としたカラーリングを施しており、頭部フェイスマスクは従来のディジェに近い形状を持つ。

#### リック・ディジェ改
G-ドアーズ戦で受けた損傷の修復とともに改修を受けた姿。予算や本来の補修パーツが不足していたことから、装甲や駆動系の一部をジェダのパーツで代用している。機体色は白とグレーに変更され、より「ガンダム的」な印象を強めている。
喪失した両肩のシールド付きショルダーアーマーをジェダと同規格のショルダーアーマーに変更したことで、被弾率が20パーセント上がっているが、腕部の反応速度は15パーセント近く向上している。また、ラー・ザイムへの配備までにも、さまざまな現地改修がおこなわれ続けている。
武装面では、低下した耐弾性を補うためにジムIII用の大型シールドが追加されている。アムロにとってはガンダムに搭乗していた当時から使い慣れた装備であり、敵に投擲するなど、彼が得意とする防御以外の運用を可能としている。

### ディジェ（宇宙用）
雑誌『B-CLUB』第7号掲載の藤田一己の短編漫画「IRON HEART」に登場。作中では「ディジェ」または「ディジェ型（「タイプ」とルビ）」と呼ばれる。
顔面はΖガンダム系のツイン・アイでブレード・アンテナは未装備、胴体部は通常のディジェと変わらないが、それ以外は詳細不明。宇宙で3機が所属の明らかでない（エゥーゴの敵対勢力であるが、ティターンズとは明言されていない）ガンダムMk-III 1機およびバーザム2機と交戦、Mk-IIIのパイロットは本機のうち1機の攻撃により死を覚悟するも見逃される。そのパイロットは数か月後にエゥーゴに参加するが、その際に相手のパイロットがアムロ・レイであったことを知らされる。